# Milan Ristić (kompozytor)
Milan Ristić, serb. Милан Ристић (ur. 31 sierpnia 1908 w Belgradzie, zm. 20 grudnia 1982 tamże) – serbski kompozytor.

## Życiorys
W latach 1927–1929 studiował prywatnie u G. Piérsona w Paryżu, następnie kształcił się w Belgradzie u Miloje Milojevicia i Josipa Štolcera-Slavenskiego. Od 1937 do 1939 roku odbył studia w zakresie muzyki mikrotonowej u Aloisa Háby w Pradze. Od 1940 roku pracował w rozgłośni radiowej w Belgradzie, w latach 1945–1963 był zastępcą redaktora naczelnego działu muzycznego. Od 1960 do 1962 roku pełnił funkcję przewodniczącego związku kompozytorów serbskich. Od 1974 roku był członkiem Serbskiej Akademii Nauk i Sztuk. Otrzymał nagrodę Savez Kompozitora Jugoslavije (1954), nagrodę muzyczną miasta Belgradu (1961) oraz nagrodę Festivalu Nove Jugoslovenske Muzike (1966).
W początkowym okresie swojej twórczości posługiwał się awangardowymi technikami takimi jak atonalność, dodekafonia i ćwierćtonowość. Później dokonał uproszczenia środków wyrazu, zwracając się w stronę tonalności dur-moll i wykorzystując teksty literackie oraz nawiązania do muzyki ludowej. Począwszy od lat 50. XX wieku tworzył w stylistyce neoklasycystycznej.

## Wybrane kompozycje
(na podstawie materiałów źródłowych)

### Utwory orkiestrowe
- 9 symfonii (I 1941, II 1951, III 1961, IV 1966, V 1967, VI 1968, VII 1972, VIII 1974, IX 1976)
- Sinfonietta (1939)
- Simfonijski star (1940)
- 3 studia polifoniczne (1943)
- Wielka fantazja (1943)
- poemat symfoniczny Čovek i rat (1943)
- 2 fantazje (1944)
- Koncert skrzypcowy (1944)
- 2 koncerty fortepianowe (I 1954, II 1973)
- Suita giocosa (1956)
- Tri mala komada (1957)
- Wariacje symfoniczne (1957)
- Burleska (1957)
- Galop (1958)
- 7 bagateli (1959)
- Koncert na orkiestrę (1963)
- Koncert klarnetowy (1964)
- 4 utwory na orkiestrę smyczkową (1971)

### Utwory kameralne
- 3 kwartety smyczkowe (I 1935, II 1942, III 1977)
- Kwintet dęty (1936)
- Suita na 4 puzony (1938)
- Septet (1938)
- Suita na 10 instrumentów smyczkowych (1938)
- Duet na skrzypce i wiolonczelę (1939)
- 10 epigramów na 10 instrumentów (1970)
- Muzyka na 4 rogi (1970)
- Muzyka na 11 instrumentów (1974)

### Utwory fortepianowe
- 12 prelida (1942)
- 2 sonaty (I 1943, II 1944)
- Fantazja (1943)
- Pet etida (1944)
- 34 miniatury (1945)
- 6 fuga (1951)
- Medytacja i allegro (1962)

### Utwory wokalno-instrumentalne
- Ptičica božja na bas i fortepian (1945)
- Pesma o sokaku na recytatora i kwintet smyczkowy (1945)
- Monolog Macbetha na bas i orkiestrę (1945)
- Jablan na recytatora i orkiestrę (1945)
- Kroz mećavu na recytatora i orkiestrę (1945)
- Bura na bas i orkiestrę (1946)

### Balety
- Pepeljuga (1943)
- Tiranin (1945)